# Chelipoda vittata
Chelipoda vittata är en tvåvingeart som beskrevs av Lynch Arribalzaga 1878. Chelipoda vittata ingår i släktet Chelipoda och familjen dansflugor. Inga underarter finns listade i Catalogue of Life.